# Глазунов, Пётр Алексеевич
Пётр Алексеевич Глазунов (1920—1992) — полковник Советской Армии, участник Великой Отечественной войны, Герой Советского Союза (1945).

## Биография
Пётр Глазунов родился 20 февраля 1920 года в деревне Петрачки (ныне - Городокский район Витебской области Белоруссии) в многодетной семье. В семье еще один брат и три сестры. Окончил медицинский техникум, после чего работал в Витебском областном архиве. В 1938 году Глазунов был призван на службу в Рабоче-крестьянскую Красную Армию. В 1940 году окончил Одесскую военную авиационную школу лётчиков. С марта 1943 года — на фронтах Великой Отечественной войны. Участвовал в освобождении Украинской ССР, Пскова, Прибалтики.
К сентябрю 1944 года капитан Пётр Глазунов был заместителем командира 955-го штурмового авиаполка (305-й штурмовой авиадивизии, 14-й воздушной армии, 3-го Прибалтийского фронта). К тому времени он совершил 115 боевых вылетов на разведку и штурмовые удары по скоплениям вражеских войск, узлам сопротивления и аэродромам противника. В воздушных боях сбил 2 вражеских самолёта, уничтожил на аэродромах ещё 6.
Указом Президиума Верховного Совета СССР от 23 февраля 1945 года за «образцовое выполнение заданий командования и проявленные мужество и героизм в боях с немецкими захватчиками» гвардии капитан Пётр Глазунов был удостоен высокого звания Героя Советского Союза с вручением ордена Ленина и медали «Золотая Звезда» за номером 5013.
Всего за время войны Глазунов совершил 138 боевых вылетов на штурмовике «Ил-2». После окончания войны он продолжал службу в Советской Армии. В 1947 году Глазунов окончил Высшие лётно-тактические курсы, в 1955 году — Центральные лётно-тактические курсы усовершенствования офицерского состава. В 1975 году в звании полковника Глазунов был уволен в запас. Проживал в Харькове. Скончался 8 марта 1992 года, похоронен на харьковском кладбище № 6.

## Награды
Был награждён двумя орденами Ленина, двумя орденами Красного Знамени, двумя орденами Александра Невского, орденами Отечественной войны 1-й и 2-й степени, двумя орденами Красной Звезды, а также рядом медалей.

## Память
- Мемориальная доска в честь Героя Советского Союза П. А. Глазунова установлена в Харькове по адресу: улица Волонтёрская, 62.